# Ctenorhachis
 (décembre 2017).
Si vous disposez d'ouvrages ou d'articles de référence ou si vous connaissez des sites web de qualité traitant du thème abordé ici, merci de compléter l'article en donnant les références utiles à sa vérifiabilité et en les liant à la section « Notes et références ».
Ctenorhachis jacksoni
Genre
Espèce
Ctenorhachis (« l'épine de peigne » en grec) est un genre fossile de synapsides de la famille des Sphenacodontidae. Ses fossiles ont été découverts dans l'Artinskien (Permien inférieur) du Texas. Ce genre n'est représenté que par son espèce type, Ctenorhachis jacksoni.
Ctenorhachis a d'abord été relié à Dimetrodon, mais il n'appartient pas à la même sous-famille que Dimetrodon et Sphenacodon, étant un membre plus basal de Sphenacodontidae.

## Découverte
Ctenorhachis a vécu durant le Permien inférieur. On connaît deux spécimens qui ont été trouvés dans l'affleurement de Groupe Wichita dans les comtés de Baylor et d'Archer, dans le centre-nord du Texas.

## Description
On ne connaît que les vertèbres et le bassin. Les vertèbres articulées du spécimen holotype possèdent une lame comme des épines neurales qui sont agrandies, bien que pas dans la même mesure que celles observées chez les sphénacodontes plus évolués comme Dimetrodon et Secodontosaurus, chez lesquels ils forment une grande voile. Le bassin est presque identique à celui de Dimetrodon.

## Classification
Le nom valide complet (avec auteur) de ce taxon est Ctenorhachis Hook & Hotton, 1991.

## Publication originale
- (en) R. W. Hook et N. Hotton III, « A New Sphenacodontid Pelycosaur (Synapsida) from the Wichita Group, Lower Permian of North-Central Texas », Journal of Vertebrate Paleontology, 1991, vol. 11, n. 1, p. 37-44.